# ブリストル・シドレー ニンバス

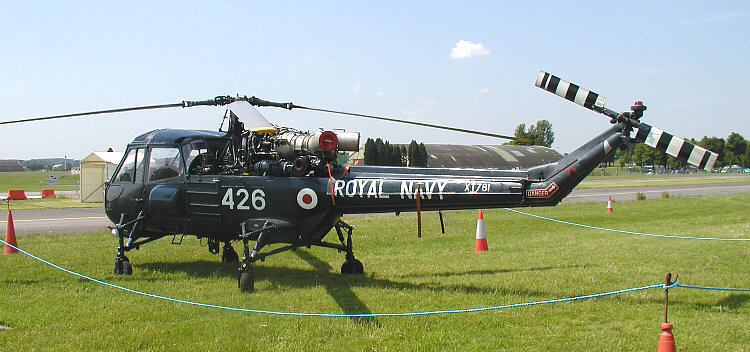
ウェストランド ワスプヘリコプターに搭載されたニンバス

ブリストル シドレー ニンバス（Bristol Siddeley Nimbus）は、後にロールス・ロイス ニンバスとして知られるイギリスのターボシャフトエンジンである。1950年代末にチュルボメカ テュルモからブラックバーン・エアクラフトによってライセンス開発された。ウェストランド スカウトとウェストランド ワスプヘリコプターで使用された。

## 設計と開発
ニンバスは2段式のタービンで駆動される(軸流2段と遠心式1段)3段式圧縮機とアニュラ型燃焼器を備えたガス発生器区画と単段式出力タービンの出力を2段式減速機を介して駆動される出力軸で構成されるターボシャフトエンジンである。
スカウトとワスプの主回転翼の駆動は前部のギアボックスから出力を取り出して伸縮継ぎ手を介してガス発生器の下から伝達され後部のギアボックスから尾部回転翼を駆動する。
燃料供給システムは全ての運転条件下で誤作動せずに安全に運転するように設計され、操縦士は回転翼の速度を設定すれば自動的に回転翼の速度は適正な負荷の範囲内に維持される。
潤滑装置は吸気口の筐体と共に内部に潤滑油タンクが備えられる。
エンジンとヘリコプターの補機は吸気口の筐体上のギアボックス上に設置される。

## 派生型
ニンバスエンジンの主な派生型はMark 103/503とMark 105/502の2形式である。Mark 103/503は全体的にMark 105/502と以前、強風下で船上に着艦するために105/502はシングルキャリパーユニットを備えるのに対して二重キャリパーディスクブレーキを備える事以外は似ている。
ブラックバーン-チュルボメカ A.129
BnN.1 ニンバス
BnN.2 ニンバス
BnN.2/1 ニンバス
BnN.2/2 ニンバス
ニンバス 500
ニンバス 502(Mk.105)
ニンバス 503(Mk.103)
ニンバス Mk.103
ニンバス Mk.105

## 搭載機
- ウェストランド スカウト
- ウェストランド ワスプ
- サンダース・ロー SR.N2, ホバークラフト

## 仕様諸元  (ニンバス)

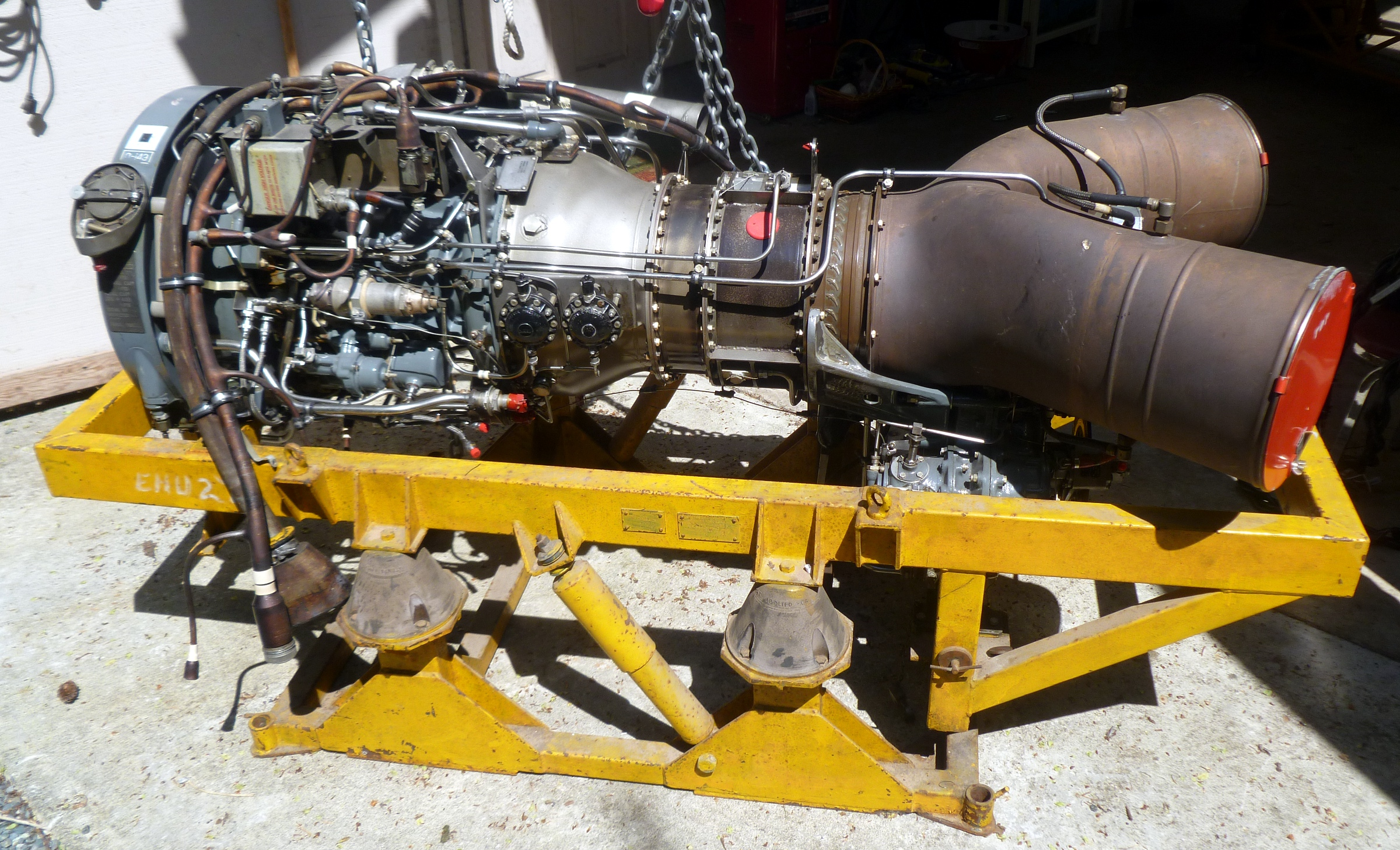
ニンバス Mark 105

一般的特性
- 形式: ターボシャフト
- 全長: 73.7 in (187 cm)
- 直径: 38.7 in (98 cm) 交差式排気ダクト
- 乾燥重量: 670 lb (300 kg)

構成要素
- 圧縮機: 2段軸流式、単段遠心式
- 燃焼器: アニュラ型
- タービン: 2段軸流式 ガス発生器、単段出力
- 使用燃料: NATO F-30,34,40,42,44 ディーゼル, ガソリン(100 時間)
- 潤滑システム: 2段排出, NATO O-149

性能
- 出力: 968 shp (722 kW)
- 全圧縮比（英語版）: 6.4:1
- 空気流量: 11.1 lb/秒 (5 kg/s)
- タービン入口温度: 877 °C 内部/EGT 550 °C 最高
- 燃料流量: 595 lbs/hr (270 kg/h)
- 燃料消費率: 0.681
- 出力重量比: 1.44 shp/lb (2.37 kW/kg)

出典: Flight global archive and 